# بنيامين (اسم)
بِنْيَامِينُ اسم أعجمي لا ينصرف للعلمية والعجمة، وهو منقول من العبرانية (בִּנְיָמִין) ومعناه فيها ابن اليمين. وأشهر من سمي به بنيامينُ أخو يوسفَ عليه السلام لأمه وأبيه، ومن أجله شاع الاسم في اليهود والنصارى واختصوا به، فصار تسمي المسلمين به منهيا عنه، وقيل هو مكروه. ورسمه بالخط اللاتيني Benjamin. وأهل اللسان الإنكليزي يرخّمونه فيقولون Ben (بِنّ) وBenny (بِنِي). ولفظ Benny في بعض كلام الأمريكان الدارج يطلق على المال، وأصل ذلك أن على ورقة مئة دولار صورة بنيامين فرنكلين أحد مؤسسي الولايات المتحدة الأمريكية.

## طالع
- كل الصفحات التي أولها «بنيامين»